# 十束るう
 RUU （るう、1997年6月24日 - ）は、日本のAV女優、グラビアアイドル、タレント。女優。マインズ所属。旧芸名は、十束 るう(とつか・るう)  、 渚 志帆。

## 略歴
長崎県佐世保市に生まれ、まもなく熊本県へ転居。ひとりっこである。6歳でミュージカルを習い事として始め、そのまま子役としての仕事を開始。小学校は放送委員、中高は放送部と、一貫して放送関連の部活動に入部していた。20代以降は「渚 志帆」名義で、舞台女優を中心に活動。
2022年10月1日、R&Kプロダクションを円満退所。フリーとして女優業、モデル業を行うとともに、「十束るう」名義でイメージビデオを発売開始。
2022年12月の舞台『放課後戦記2022』を最後に渚志帆としての活動を終了を告知するも、頚椎症悪化のため降板。ブロック注射とコルセットで療養生活に入る。

### AV女優に転身
2023年7月31日、活動名義を「十束るう」に一本化することをSNSで告知し、GGに所属。同年8月11日号の『週刊ポスト』で初のヌードを披露。同年8月30日、AV女優に転身することをSNSで発表。デビュー作は同年8月29日週FANZA通販フロアランキング 週間AVランキングで1位を記録した。
10月25日、東京・池袋LIVE INN ROSAで開催された音楽イベント「楽演祭vol.27」に出演。
2024年1月26日、声帯萎縮症を患ったことをSNSで告白。同年8月発売作品より専属先をアタッカーズに移籍。
2025年2月、引き出しを広げ、いろんな世界を見るため、企画単体女優へと移行。2月8日、9日には台湾で開催された「TOP女神台北感謝祭」に招かれ参加した。
2025年3月27日、東京・青山RizMで開催された音楽イベント『LADY MADONNA Vol.18』に出演。
2025年6月11日、自身のXにてマインズに事務所移籍したこと及びそれに伴って「RUU」に改名する事を発表。
同年6月25日、東京・池袋Live inn ROSAにて「楽演祭vol.37～ありがとうSP～」に出演。RUUとしての初仕事となった。

## 人物
趣味は料理、かき氷店巡り、筋トレ、キックボクシング。特技は早起き、魚を捌くこと。
学生の頃からAVを視聴しており、好きなAV女優として、Rio（柚木ティナ）やみひろの名を挙げている。AVデビューまでの経験人数は「片手で収まるくらい」。下腹部はパイパンであり、これは20歳の時に永久脱毛したため。
初体験は19歳の時。得意技は背面騎乗位。これは胸には自信がないのでおしりで勝負するしかないと考え、スクワットやヒップスラストでヒップトレーニングをした結果、作品でも背面からの撮影が多くなったからだという。

## 出演

### テレビバラエティ
- 中居正広の金曜日のスマイルたちへ（TBS）- 赤服 役
- ジョブチューン（TBS）- ひな壇レギュラー
- ラヴィットǃ（2022年8月17日、TBS）- かき氷好き女子[28]
- ビ〜チ9（2024年6月、テレビ埼玉）

### テレビドラマ
- 犯罪症候群season2(2017年、WOWWOW×東海テレビ)
- 不適切にもほどがある!（2024年2月9日、TBS） - 愛田るる 役
- 消せない「私」-復讐の連鎖-（2024年2月10日、日本テレビ） - みな 役
- 子宮恋愛(2025年4月10日、読売テレビ) ｰ式場スタッフ 役
- ディアマイベイビー〜私があなたを支配するまで〜(2025年4月18日、テレビ東京) ｰ麻耶 役

### ウェブドラマ
- 御存知！透明人間 人生イッパツ逆転絵巻（2025年6月4日、シネポップ、シネマファスト） - 裕子 役[29]

### ラジオ
- ニューヨーク・小湊よつ葉のマジックミラーナイト（2023年10月1日、文化放送）

### 映画
- 東京怪物大作戦（2020年11月23日、監督：マッツン）
- 東京怪物大作戦3（2021年3月28日、監督：マッツン）
- 東京怪物大作戦4（2021年4月28日、監督：マッツン）
- 特殊部隊GOMQ6（2021年6月20日、監督：マッツン）主演
- 東京怪物大作戦5（2021年6月26日、監督：マッツン）
- 学園探偵薔薇戦士（2022年12月2日、監督：東真司）- 澤部いずみ 役[30]

### 舞台
- どうぶつLINE（2019年8月14日 - 18日、大塚・萬劇場）
- どうぶつLINE 2時限目!（2020年8月13日 - 8月16日、大塚・萬劇場）
- アイガク！秋晴れシリーズ（2021年10月1日、Beckアキバ）
- 舞台Readinglive/the/stage『西遊記』（2021年6月9日 - 6月13日、バルスタジオ（高島平））- 春燕 役
- That Days ∼仰げばとぅーとぅし∼（2022年3月11日、下北沢スターダスト）
- 舞台『 #月の金魚 』（2022年7月7日 - 9日、内幸町ホール） - 望月里衣 役
- ごみ溜めの中のジュリエッタ（2022年8月26日 - 9月4日、武蔵野芸能劇場小劇場）
- 朗読劇・クリスマスの朝が来る前に（2022年12月22日 - 25日、東京・大岡山劇場）
- 舞台『生変人』(2024年10月29日-11月3日、オメガ東京)-浜辺美桜 役

### 音楽イベント
- 楽演祭 vol.24 GW前SP（2023年4月26日、東京・池袋 LIVE INN ROSA）[31]
- 楽演祭 vol.27（2023年10月25日、東京・池袋LIVE INN ROSA）[15]
- 楽演祭 vol.28（2023年12月27日、東京・池袋 LIVE INN ROSA）[32]
- LADY MADONNA ～春、桜の花芯満開～（2024年3月28日、東京・青山RizM）[33]
- LADY MADONNA 拡大版 2024（2024年11月21日、神奈川・川崎 CLUB CITTA'）[34]
- LADY MADONNA Vol.18（2025年3月27日、東京・青山RizM）[21]

## 作品

### イメージビデオ
- 十束るう「清純クロニクル」（2022年1月28日、スパイスビジュアル）
- 十束るう「恋の聖域＋（プラス）」（2022年3月25日、スパイスビジュアル）
- 十束るう「コスって！恋して！」（2022年5月27日、スパイスビジュアル）
- 十束るう「私立Smash学園・茶道部」（2022年7月27日、スパイスビジュアル）
- 十束るう「シースルーラブ」（2022年9月28日、スパイスビジュアル）
- 十束るう「恋のバイブレーション!?」（2022年11月30日、スパイスビジュアル）
- 十束るう「ここまでやっちゃう!?」（2023年1月25日、スパイスビジュアル）
- 十束るう「ラストもるうはぶっちぎり！」（2023年3月29日、スパイスビジュアル）[2]
- Ruu Gradol Supernova・十束るう（2023年9月7日、REbecca）[35]
- パイパンヌード 十束るう（2024年3月26日、スパークビジョン）
- 湯女美人 十束るう（2024年7月31日、スパイスビジュアル）

### アダルトビデオ
- 決意のフルヌード そして、SEX解禁 現役グラドル十束るう AV DEBUT（8月30日配信、9月21日発売、SODクリエイト）
- 絶頂開発スベスベ純白BODYをガクブル震わせながら激イキ！初めての巨根大絶頂SEX 十束るう（10月26日、SODクリエイト）[36]
- ずっとグラドルに見つめられながら舐めしゃぶられたい。全身ねっとり舐めご奉仕と至福のフェラチオ。 十束るう（11月23日、SODクリエイト）
- ロケ帰り相部屋NTR 大雪で帰れなくなった新人女優が陰険な中年ディレクターの粘着パワハラチ○ポで開発され続けた一晩。十束るう（12月21日、SODクリエイト）

- 同僚との不倫が生徒にバレ性処理玩具にされた新米女教師 十束るう（1月25日、SODクリエイト）
- エロすぎる桃尻で会員男性を誘惑し脳筋チ〇ポで性欲発散するパーソナルジムトレーナー 十束るう（2月22日、SODクリエイト）
- 初ナマ中出し解禁。汗だくまみれの大絶頂、大絶叫セックス 十束るう（3月20日、SODクリエイト）[37]
- 彼女の親友に告白され始まった不純な肉体関係。ダブル浮気が燃え上がり初めての中出しSEXが気持ち良すぎてヤリまくった数日間の裏切り同棲生活。 十束るう（4月25日、SODクリエイト）
- あなた、許して…。 濡れ堕ちた同情4 十束るう（8月6日、アタッカーズ）
- 見つめる女の濡れた眼差し 十束るう（10月1日、アタッカーズ）
- 前科者の俺は、育ちの良いあの子を激しく犯してしまった。 十束るう（11月5日、アタッカーズ）
- 潜入捜査官ハルカ 偽りの服従 十束るう（12月3日、アタッカーズ）

- ホテルウーマン 淫らな接客を要求された私 十束るう（1月7日、アタッカーズ）
- あの夜の興奮が忘れられない…痴女妻は今日も隣人のアレを求めてる 十束るう（3月11日、クリスタル映像）
- 袴姿の卒業生限定SP! 大学卒業式を終えたばかりの素人女子大生とデカチン男性が「素股マッサージ」に挑戦! 見知らぬ男女は快楽のあまり密着即ズボで中出しまでしてしまうのか!?（3月28日、赤面女子）
- 禁断のリアル近親相姦 美人姉弟がHミッションに挑戦したら… 超絶倫の弟がガチ発情! 「お母さんに言えないっ!」と戸惑う姉を無視して腰振りまくり！イキ過ぎ痙攣でグッタリしている姉を容赦なく襲い、何度も何度も中出し中出し中出し中出し! 5（4月25日、赤面女子）
- るかさん 十束るう（4月27日、DOC）
- 快楽エステルーム キモおじの凄テクに快感を覚えてしまった私 十束るう（5月5日、プラネットプラス）
- 残業廻った0時…ストレスMAXの僕の目の前に突然現れたエルフの優しいフェアリースロートフェラに 社員全員陶酔！倒産寸前にしてヤった！ 十束るう（5月8日、ChuChuGirl（チュチュガール））
- 「くやしいけれど…夫のモノより大きくて…」 ～一度挿れたら消せない快感～ 近所のオラオラ男のイキリ巨根にねとられた妻 十束るう（5月13日、JET映像）
- ボク（窓際社員）のたったひとりの味方は社内一の超絶美女！ふわとろ巨乳の全肯定同期がボクのドストライクチ●ポをいっぱい甘やかして射精させてくれる退職慰留中出しヘルスケア。 十束るう（5月13日、ROOKIE）
- 隣人妻の淫らな恩返し スケ透けコスプレで誘惑されて… 十束るう（5月20日、アクアモール/エマニエル）
- 学生時代の恋人と偶然の再会 ― 。 失われた時間を取り戻すように不倫セックスに溺れていく愛人堕ちレズビアン 十束るう 美咲かんな（6月10日、ビビアン）
- 夢で出会った彼にもう一度抱かれたくて… 十束るう（6月20日、プラネットプラス）
- 完ナマSTYLE@るう 可愛すぎるパーソナルトレーナーと筋トレそっちのけでイきまくり中出しSEX 朝から晩まで何度もえっちな濃密トレーニング！ 十束るう（6月27日、First Star）
- 小悪魔挑発美少女 十束るう（7月1日、赤面女子）

### アダルトVR
- 妊活中の兄嫁に… 十束るう（3月7日、unfinished）
- 年下後輩と誘惑中出しセックスで性欲発散した夜 十束るう（3月27日、unfinished）
- 【VR】【8KVR】騎乗位好きな人妻の敏感ボディは絶えず若い男を求めてる 笑顔から性欲が滲み出る淫乱妻と時短不倫SEX 十束るう（3月29日、CRYSTAL VR）
- 騎乗位好きな人妻の敏感ボディは絶えず若い男を求めてる 笑顔から性欲が滲み出る淫乱妻と時短不倫SEX 十束るう（3月29日、CRYSTAL VR）
- 【VR】パーソナルトレーナーの体験コースは噂以上の凄テクで超密着汗だく指導だった！ 十束るう（6月4日、マックスエー）

#### アダルト配信限定
- 十束るう（8月30日、Starみぃつけた!）
- 現役グラドル十束るうSEX解禁記念 AV DEBUT＋デビュー前の秘蔵映像 配信限定250分セット（8月30日、SODクリエイト）※AVデビュー作と配信作の合本作品[38]

- 芸能活動中の激美女がホテルの壁をブチ破るかのような豪快喘ぎ声セックス!! 「私、優しいセックスが好きなんです…」 嘘つけ! キャンキャン喘ぎやがって!! 朝の番組に出てそうな爽やかスーパー美女が、デカチ●ポに懐柔され、綺麗な美尻を揺らしながらエロスに嬉々として染まっていくところを刮目せよ!! 【初撮り】ネットでAV応募→AV体験撮影 2315 はるか 26歳 役者（3月2日、シロウトTV）
- Rちゃん (spay548)（3月4日、素人ペイペイ）
- るうさん (smjs092)（3月9日、素人ムクムク-職-）
- るうちゃん (orecz038)（3月18日、俺の素人-Z-）
- ラグジュTV 1808 優香 27歳 看護師  キスだけで下着をぐっしょり湿らせてしまう淫猥看護師。前戯でM性が開花。立ったまま絶頂。立ったまま潮吹き。シゴデキお姉さんが止めどなく襲い来る荒波ピストンに渦潮を撒き散らしながら雄たけびをあげる。駅弁ファックで揺れるローアングル美尻は必見。（3月20日、ラグジュTV）
- 百戦錬磨のナンパ師のヤリ部屋で、連れ込みSEX隠し撮り 387 るう 27歳 広告系のモデル  デンマ大好き! 代謝MAXすぐ濡れおま●こ広告モデル! 仕事のために鍛え上げたスレンダーボディをSEXのために存分に使う! 腹筋浮き出るグラインド騎乗位中にデンマを当てられ近所迷惑レベルの大絶叫!（3月27日、ナンパTV）
- 【魅惑の敏感ヒクヒクアナル】真面目系舞台女優が言われるがままにパイパンマ●コを大公開! 潮吹きまくり膣イキが止まらない! すけべランジェリーに着替えて二回戦！演技抜きの本気セックス!!【東京 Bitch Girl】【るう】（3月29日、街角シロウトナンパ）

### デジタル写真集
渚志帆 名義
- 渚志帆 写真集「Sweet Emotion」 (2022年3月1日、PAD、撮影：マジシャンSHOW)
- 渚志帆 写真集「SHIHO」（2022年3月1日、PAD、撮影：マジシャンSHOW）
- 渚志帆 写真集 「THE BEST」（2022年4月29日、PAD、撮影：マジシャンSHOW）

十束るう 名義
- 十束るう 朝ドラ女優の危険な一日（2023年7月31日、小学館、撮影：西條彰仁）[39]
- ビキニ☆ガールズ! 十束るう（2023年9月27日、PMW INC.）
- Ruu Gradol Supernova・十束るう（2023年12月10日、REbecca）
- グラビアポーズ360° 特別編 No.046 十束るう スワイプすれば全てが見れる!（2024年2月29日、PMW INC.）
- 山岸伸 × SODデジタルヌード写真集 十束るう『Be myself』（2024年5月2日、ソフト・オン・デマンド、撮影；山岸伸）